# Wiekowka
Wiekowka (ros. Вековка) – osiedle przy stacji w Rosji, w obwodzie włodzimierskim, w rejonie guś-chrustalnym. W 2021 liczyło 861 mieszkańców.